# Bodomo-Issa
Bodomo-Issa est un village Camerounais de la région de l'Est. Il dépend de la commune de Bétaré-Oya, et du département de Lom-et-Djérem. Il se trouve sur la route de Bétaré-Oya a Mararaba et à Mabélé. 

## Population
En 1966 la population de Bodomo-Issa était de 199, et en 2005 elle était de 362.